# Барбоза, Леандро
Леандро Матеус Барбоза (порт. Leandro Mateus Barbosa; родился 28 ноября 1982 года в Сан-Паулу, штат Сан-Паулу) — бывший бразильский профессиональный баскетболист, тренер. Был выбран на драфте НБА 2003 года командой «Сан-Антонио Спёрс». В сезоне 2006/2007 был удостоен приза лучшему шестому игроку НБА. Игрок сборной Бразилии, стал в её составе чемпионом Америки в 2005 году. Известен под прозвищами «Леандриньо» (в Бразилии) и «Бразильская молния» (в НБА). В настоящее время работает помощником главного тренера в клубе НБА «Сакраменто Кингз».

## Профессиональная Карьера
Барбоза начал карьеру профессионального баскетболиста в семнадцать лет в команде «Палмейрас», выступавшей во втором дивизионе Бразилии. В 2001 году он перешёл в команду «Бауру Тилибра» из первой лиги. В сезоне 2001/2002 Леандро был признан лучшим новичком чемпионата Бразилии и помог команде впервые в своей истории стать чемпионом. В следующем сезоне он в среднем за игру набирал 28,2 очков, что было лучшим показателем результативности в чемпионате Бразилии со времён знаменитого Оскара Шмидта.
На драфте НБА 2003 года Леандро Барбоза был выбран под 28-м номером командой «Сан-Антонио Спёрс», которая в тот же день обменяла права на Барбозу в «Финикс Санз» на право выбора в первом раунде будущего драфта.
14 июля 2010 года Барбоза вместе с Дуэйном Джонсом был обменян в «Торонто Рэпторс» на Хедо Туркоглу.
15 марта 2012 года руководство «Рэпторс» обменяло Барбозу в команду «Индиана Пэйсерс» на право выбора во втором раунде будущего драфта.
В сезоне 2013/14 Леандро присоединился к «Финиксу», но не доиграл регулярный чемпионат из-за перелома руки. В 20 встречах он набирал в среднем 7,5 очка.
14 сентября 2014 года «Голден Стэйт Уорриорз» подписали годовой контракт за ветеранский минимум с Леандро Барбозой, пребывавшим в статусе свободного агента. В регулярном сезоне 2014/15 «Голден Стэйт Уорриорз» под руководством Стива Керра одержали 67 побед, установив рекорд НБА по количестве побед в регулярном сезоне для главного тренера, который дебютировал в лиге. Это стало лучшим результатом как в Западной конференции, так и в лиге в целом. Стефен Карри был признан самым ценным игроком регулярного сезона, Дрэймонд Грин вошёл в первую сборную всех звёзд защиты, а Эндрю Богут — во вторую сборную всех звёзд защиты. В плей-офф «Голден Стэйт» в первом раунде в «сухую» обыграли «Нью-Орлеан Пеликанс». Во втором раунде, проигрывая в серии 2-1, «Уорриорз» сумели одержать 3 победы подряд над «Мемфис Гриззлис». В финале конференции баскетболисты «Голден Стэйт» победили «Хьюстон Рокетс» со счётом 4-1 и вышли в финал НБА. В финале НБА «Голден Стэйт» победили «Кливленд Кавальерс» со счётом 4—2 и стали чемпионами НБА. По ходу серии, после того как счет стал 2-1 в пользу «Кавальерс», главный тренер «Уорриорз» Стив Керр перевёл Андре Игудалу в стартовый состав вместо Эндрю Богута и стал играть «легкой» пятеркой с первых минут, что коренным образом сказалось на результате. «Голден Стэйт» одержали 3 победы подряд и завоевали титул чемпионов НБА в четвёртый раз в своей истории, предыдущие титулы «Уорриорз» завоевали в сезонах-1946/47, 1955/56 и 1974/75. Лучшим игроком финала был признан Андре Игудала, став первым игроком в истории НБА, не сыгравшим не одного матча регулярного сезона в стартовом составе.
В 2016 года вернулся в Бразилию и играл за местные клубы. 14 сентября 2020 года объявил о завершении карьеры вошёл в тренерский штаб «Голден Стэйт Уорриорз».

## Тренерская карьера
После объявления о завершении карьеры, Барбоза сообщил, что вернется в «Голден Стэйт Уорриорз» в качестве тренера по развитию. Он выиграл свой второй чемпионат НБА после того, как «Уорриорз» победили «Бостон Селтикс» в шести матчах в финале НБА 2022 года. В июле 2022 года Барбоза присоединился к команде «Сакраменто Кингз» в качестве помощника главного тренера.

## Личная жизнь
В 2008-2013 годах находился в браке с бразильской актрисой Самарой Фелиппо. В 2009 и в 2013 годах у них родились дочери  Алисия и Лара.

## Статистика

### Статистика в НБА
| Сезон                                                                                    | Команда      | Регулярный сезон | Регулярный сезон | Регулярный сезон | Регулярный сезон | Регулярный сезон | Регулярный сезон | Регулярный сезон | Регулярный сезон | Регулярный сезон | Регулярный сезон | Регулярный сезон | Серия плей-офф | Серия плей-офф | Серия плей-офф | Серия плей-офф | Серия плей-офф | Серия плей-офф | Серия плей-офф | Серия плей-офф | Серия плей-офф | Серия плей-офф | Серия плей-офф |
| Сезон                                                                                    | Команда      | GP               | GS               | MPG              | FG%              | 3P%              | FT%              | RPG              | APG              | SPG              | BPG              | PPG              | GP             | GS             | MPG            | FG%            | 3P%            | FT%            | RPG            | APG            | SPG            | BPG            | PPG            |
| ---------------------------------------------------------------------------------------- | ------------ | ---------------- | ---------------- | ---------------- | ---------------- | ---------------- | ---------------- | ---------------- | ---------------- | ---------------- | ---------------- | ---------------- | -------------- | -------------- | -------------- | -------------- | -------------- | -------------- | -------------- | -------------- | -------------- | -------------- | -------------- |
| 2003/04                                                                                  | Финикс       | 70               | 46               | 21,4             | 44,7             | 39,5             | 77,0             | 1,8              | 2,4              | 1,3              | 0,1              | 7,9              | Не участвовал  | Не участвовал  | Не участвовал  | Не участвовал  | Не участвовал  | Не участвовал  | Не участвовал  | Не участвовал  | Не участвовал  | Не участвовал  | Не участвовал  |
| 2004/05                                                                                  | Финикс       | 63               | 6                | 17,3             | 47,5             | 36,7             | 79,7             | 2,1              | 2,0              | 0,5              | 0,1              | 7,0              | 12             | 0              | 9,7            | 34,3           | 40,0           | 50,0           | 1,4            | 1,0            | 0,3            | 0,0            | 2,5            |
| 2005/06                                                                                  | Финикс       | 57               | 11               | 27,9             | 48,1             | 44,4             | 75,5             | 2,6              | 2,8              | 0,8              | 0,1              | 13,1             | 20             | 3              | 31,6           | 47,0           | 39,1           | 86,2           | 1,6            | 2,7            | 0,8            | 0,2            | 14,2           |
| 2006/07                                                                                  | Финикс       | 80               | 18               | 32,7             | 47,6             | 43,4             | 84,5             | 2,7              | 4,0              | 1,2              | 0,2              | 18,1             | 11             | 1              | 31,7           | 40,5           | 30,5           | 71,8           | 3,5            | 2,2            | 1,1            | 0,2            | 15,8           |
| 2007/08                                                                                  | Финикс       | 82               | 12               | 29,5             | 46,2             | 38,9             | 82,2             | 2,8              | 2,6              | 0,9              | 0,2              | 15,6             | 5              | 1              | 28,6           | 34,5           | 22,2           | 90,9           | 4,0            | 1,8            | 0,6            | 0,0            | 10,4           |
| 2008/09                                                                                  | Финикс       | 70               | 11               | 24,4             | 48,2             | 37,5             | 88,1             | 2,6              | 2,3              | 1,2              | 0,1              | 14,2             | Не участвовал  | Не участвовал  | Не участвовал  | Не участвовал  | Не участвовал  | Не участвовал  | Не участвовал  | Не участвовал  | Не участвовал  | Не участвовал  | Не участвовал  |
| 2009/10                                                                                  | Финикс       | 44               | 5                | 17,9             | 42,5             | 32,4             | 87,7             | 1,6              | 1,5              | 0,5              | 0,3              | 9,5              | 16             | 0              | 15,6           | 41,7           | 34,3           | 70,8           | 1,3            | 1,3            | 0,3            | 0,1            | 7,2            |
| 2010/11                                                                                  | Торонто      | 58               | 0                | 24,0             | 45,0             | 33,8             | 79,6             | 1,7              | 2,1              | 0,9              | 0,1              | 13,3             | Не участвовал  | Не участвовал  | Не участвовал  | Не участвовал  | Не участвовал  | Не участвовал  | Не участвовал  | Не участвовал  | Не участвовал  | Не участвовал  | Не участвовал  |
| 2011/12                                                                                  | Торонто      | 42               | 0                | 22,5             | 43,6             | 36,0             | 83,5             | 1,9              | 1,5              | 0,9              | 0,2              | 12,2             | Не участвовал  | Не участвовал  | Не участвовал  | Не участвовал  | Не участвовал  | Не участвовал  | Не участвовал  | Не участвовал  | Не участвовал  | Не участвовал  | Не участвовал  |
| 2011/12                                                                                  | Индиана      | 22               | 0                | 19,8             | 39,9             | 42,4             | 75,8             | 2,2              | 1,5              | 0,9              | 0,0              | 8,9              | 11             | 0              | 20,3           | 37,0           | 15,0           | 50,0           | 2,2            | 1,3            | 0,5            | 0,1            | 5,7            |
| 2012/13                                                                                  | Бостон       | 41               | 2                | 12,5             | 43,0             | 38,3             | 75,6             | 1,1              | 1,4              | 0,4              | 0,1              | 5,2              | Не участвовал  | Не участвовал  | Не участвовал  | Не участвовал  | Не участвовал  | Не участвовал  | Не участвовал  | Не участвовал  | Не участвовал  | Не участвовал  | Не участвовал  |
| 2013/14                                                                                  | Финикс       | 20               | 0                | 18,4             | 42,7             | 28,0             | 79,5             | 1,9              | 1,6              | 0,4              | 0,2              | 7,5              | Не участвовал  | Не участвовал  | Не участвовал  | Не участвовал  | Не участвовал  | Не участвовал  | Не участвовал  | Не участвовал  | Не участвовал  | Не участвовал  | Не участвовал  |
| 2014/15                                                                                  | Голден Стэйт | 66               | 1                | 14,9             | 47,4             | 38,4             | 78,4             | 1,4              | 1,5              | 0,6              | 0,1              | 7,1              | 21             | 0              | 10,9           | 44,3           | 34,8           | 81,8           | 1,3            | 0,9            | 0,3            | 0,0            | 5,0            |
| 2015/16                                                                                  | Голден Стэйт | 68               | 0                | 15,9             | 46,2             | 35,5             | 83,9             | 1,7              | 1,2              | 0,6              | 0,1              | 6,4              | 23             | 0              | 11,1           | 58,0           | 39,3           | 76,2           | 1,2            | 0,7            | 0,5            | 0,0            | 5,6            |
| 2016/17                                                                                  | Финикс       | 67               | 0                | 14,4             | 43,9             | 35,7             | 88,9             | 1,6              | 1,2              | 0,5              | 0,1              | 6,3              | Не участвовал  | Не участвовал  | Не участвовал  | Не участвовал  | Не участвовал  | Не участвовал  | Не участвовал  | Не участвовал  | Не участвовал  | Не участвовал  | Не участвовал  |
|                                                                                          | Всего        | 850              | 112              | 21,6             | 45,9             | 38,7             | 82,1             | 2,0              | 2,1              | 0,8              | 0,1              | 10,6             | 119            | 5              | 18,5           | 43,7           | 33,2           | 77,0           | 1,7            | 1,4            | 0,5            | 0,1            | 8,0            |
| Наведите курсор мыши на аббревиатуры в заголовке таблицы, чтобы прочесть их расшифровку. |              |                  |                  |                  |                  |                  |                  |                  |                  |                  |                  |                  |                |                |                |                |                |                |                |                |                |                |                |

### Статистика в других лигах
| Сезон | Команда               | Лига                  | GP | GS | MPG  | FG%  | 3P%  | FT%  | RPG | APG | SPG | BPG | PFL | TOV | PPG  |
| --- | --------------------- | --------------------- | -- | -- | ---- | ---- | ---- | ---- | --- | --- | --- | --- | --- | --- | ---- |
| 2011/12 | Все клубы             | Все лиги              | 9  | 9  | 30,8 | 53,6 | 34,4 | 75,6 | 3,4 | 4,0 | 0,8 | 0,2 | 1,9 | 2,1 | 18,3 |
| 2011/12 | Фламенго              | Чемпионат Бразилии    | 6  | 6  | 33,0 | 58,6 | 36,4 | 80,0 | 3,0 | 4,0 | 0,8 | 0,3 | 1,5 | 1,8 | 19,0 |
| 2011/12 | Фламенго              | Лига Судамерикано     | 3  | 3  | 26,3 | 45,2 | 30,0 | 66,7 | 4,3 | 4,0 | 0,7 | 0,0 | 2,7 | 2,7 | 17,0 |
| 2013/14 | Пиньейрос             | Чемпионат Бразилии    | 8  | 8  | 33,4 | 47,7 | 50,0 | 81,3 | 3,1 | 3,1 | 1,4 | 0,5 | 3,3 | 2,6 | 20,8 |
| 2017/18 | Франка                | Чемпионат Бразилии    | 12 | 9  | 24,9 | 39,9 | 18,5 | 76,2 | 3,3 | 3,0 | 1,6 | 0,4 | 2,2 | 1,7 | 13,3 |
| 2018/19 | Минас                 | Чемпионат Бразилии    | 12 | 11 | 32,2 | 44,1 | 30,6 | 72,2 | 4,5 | 3,8 | 1,4 | 0,2 | 2,9 | 3,3 | 18,4 |
| 2019/20 | Минас                 | Чемпионат Бразилии    | 22 | 20 | 31,9 | 48,7 | 40,2 | 80,9 | 4,2 | 4,9 | 1,3 | 0,2 | 2,5 | 2,0 | 20,1 |
| Всего | Всего                 | Всего                 | 63 | 57 | 30,6 | 46,8 | 34,8 | 77,6 | 3,9 | 4,0 | 1,3 | 0,3 | 2,5 | 2,3 | 18,3 |
| В чемпионате Бразилии | В чемпионате Бразилии | В чемпионате Бразилии | 60 | 54 | 30,9 | 46,9 | 35,0 | 78,2 | 3,8 | 4,0 | 1,4 | 0,3 | 2,5 | 2,3 | 18,4 |
| Наведите курсор мыши на аббревиатуры в заголовке таблицы, чтобы прочесть их расшифровку Статистика приведена с сайта basketball.realgm.com |                       |                       |    |    |      |      |      |      |     |     |     |     |     |     |      |